# Cerkiew „Sweta Nedela” w Sofii

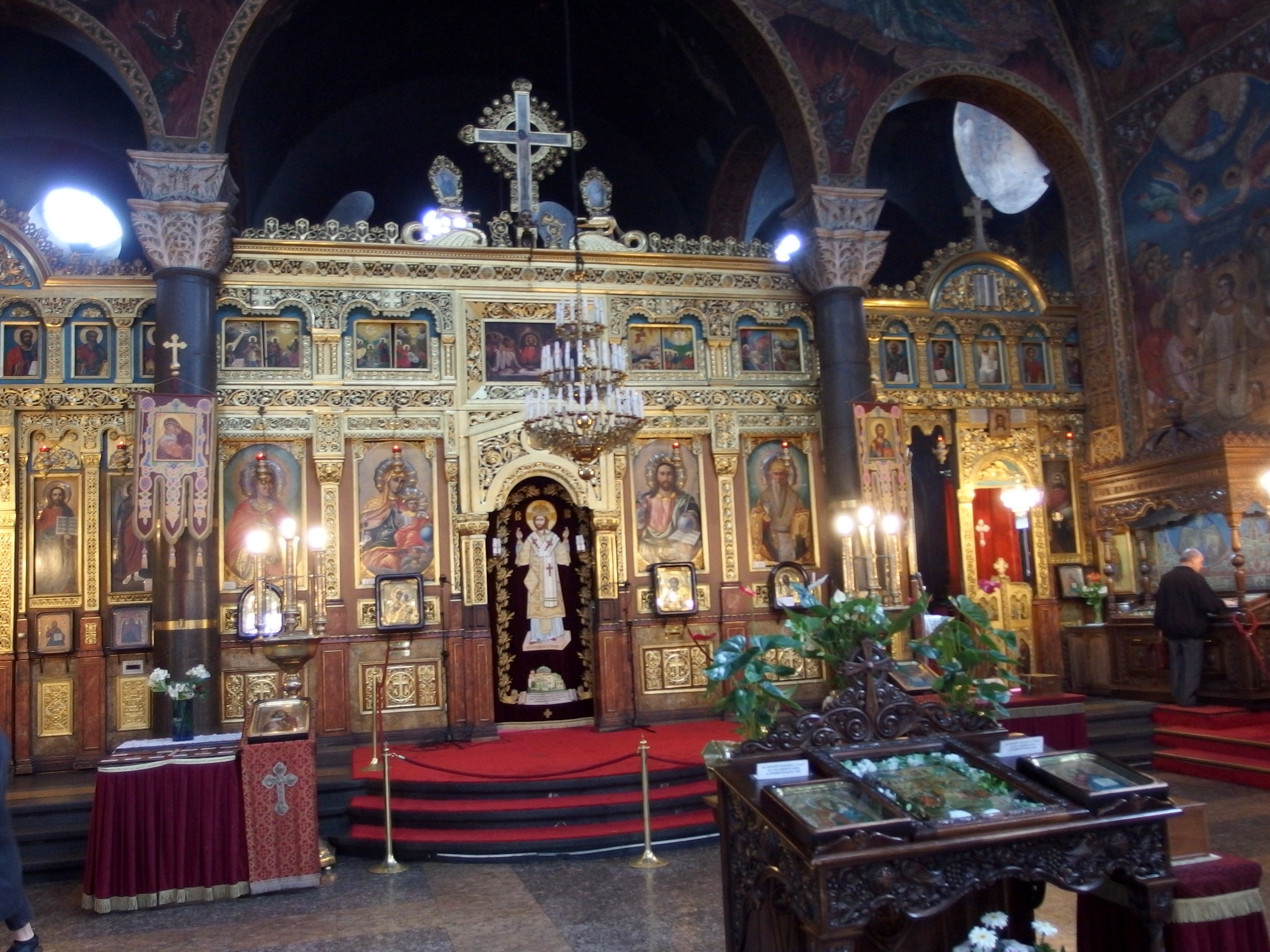
Ikonostas

Cerkiew „Sweta Nedela” (bułg. Света Неделя) – prawosławna cerkiew należąca do Bułgarskiego Kościoła Prawosławnego, obecnie katedra biskupia w Sofii, położona w centrum miasta. Wybudowana prawdopodobnie ok. X w., przebudowana w połowie XIX w. i na przełomie XIX i XX w. W 1925 poważnie uszkodzona podczas zamachu terrorystycznego, którego celem miał być car Borys III. 
Nazwa cerkwi odnosi się do św. Niedzieli, męczennicy z III w., w Polsce znanej pod imieniem św. Dominiki z Nikomedii.

## Historia cerkwi

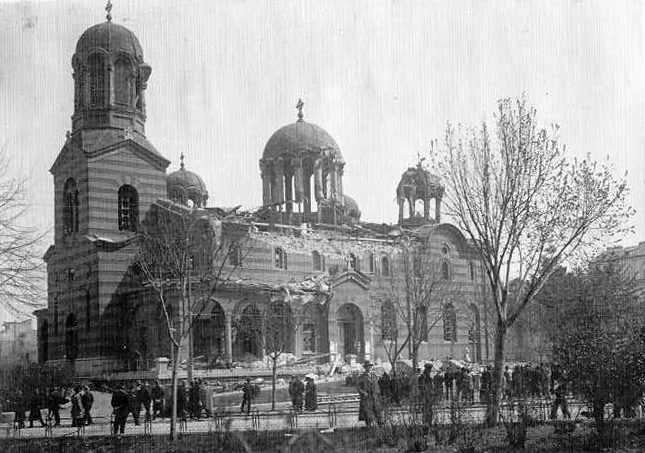
Cerkiew po zamachu terrorystycznym w 1925

Dokładna data powstania cerkwi jest nieznana, przypuszcza się, że jej początki sięgają X wieku. Budynek miał kamienne fundamenty, poza tym był wykonany z drewna. W przeciwieństwie do większości innych kościołów w Sofii, drewniana konstrukcja przetrwała aż do połowy XIX wieku, kiedy to zastąpiono ją murowaną. Cerkiew została wspomniana przez Stefana Gerlacha, niemieckiego podróżnika, który odwiedził miasto w 1578.
W XVIII wieku cerkiew uzyskała status kościoła biskupiego. W budynku złożono prochy serbskiego króla Stefana II Milutina, przywiezione do Bułgarii już w 1460 i przez wiele lat przechowywane w różnych cerkwiach i monasterach. Fakt spoczywania w murach świątyni monarchy spowodował, że pod koniec XIX i na początku XX wieku była ona znana pod nazwą „Sweti Kral” (bułg. Свети Крал czyli „Święty Król”).
25 kwietnia 1856 stary budynek świątyni został rozebrany, po czym w lecie tego samego roku rozpoczęto budowę nowego, o długości 35,5 m i szerokości 19 m. W 1858 nieukończony jeszcze gmach uszkodziło trzęsienie ziemi, na skutek czego prace konstrukcyjne przedłużyły się do 1863. 11 maja 1867 w obecności ok. 20 tys. ludzi dokonano uroczystego poświęcenia cerkwi. W 1879 do użytku oddano także nową dzwonnicę, w której umieszczono osiem dzwonów podarowanych dla świątyni przez rosyjskiego księcia Dondukowa-Korsakowa. W latach 1898–1901 przeprowadzono renowację obiektu według planu sporządzonego przez architekta Nikołę Łazarowa, dodając przy tej okazji pięć nowych kopuł, w tym dużą centralną i cztery mniejsze. W 1915 w południowej części cerkwi pochowano egzarchę Bułgarii Józefa I.
16 kwietnia 1925 grupa radykalnych działaczy komunistycznych zdetonowała w budynku materiały wybuchowe w celu zabicia cara Borysa III oraz likwidacji wojskowych i politycznych elit kraju. W efekcie wybuchu zginęło ponad 150 ludzi, zaś cerkiew została poważnie uszkodzona. W lecie 1927 rozpoczęto odbudowę obiektu, ponownie pod kierunkiem architekta Łazarowa, która trwała do 1933. 7 kwietnia 1933 dokonano powtórnego poświęcenia cerkwi, oddając do użytku budynek o długości 30 m, szerokości 15,5 m i wysokości 31 m. W świątyni umieszczono pozłacany ikonostas, który ocalał z eksplozji.
Freski, które obecnie można oglądać w cerkwi, zostały wykonane przez zespół pod przewodnictwem Nikołaja Rostowcewa między 1971 i 1973. W latach 1992–1994 dokonano renowacji podłogi oraz pokryto glazurą północną perystazę, zaś w 2000 starannie oczyszczono fasadę świątyni. W 2002 zainstalowano urządzenie do automatycznego uruchamiania dzwonów, których jest jedenaście: osiem od księcia Dondukowa-Korsakowa, dwa przywiezione z Serbii i jeden odlany w Bułgarii.